# Alto Tajo
Alto Tajo este o arie protejată (arie specială de conservare — SAC, sit de importanță comunitară — SCI, arie de protecție specială avifaunistică — SPA) din Spania întinsă pe o suprafață de 190.523,63 ha, integral pe uscat.

## Localizare
Centrul sitului Alto Tajo este situat la coordonatele 40°41′N 2°05′W / 40.69°N 2.08°V.

## Înființare
Situl Alto Tajo a fost declarat sit de importanță comunitară în ianuarie 2001 pentru a proteja 3 specii de plante și 52 de specii de animale. Alte tipuri de protecție:
- arie de protecție specială avifaunistică (în iulie 2005)[2]
- arie specială de conservare (în septembrie 2017)[1][3][4]

## Biodiversitate
Situată în ecoregiunea mediteraneană, aria protejată conține 42 de habitate naturale: Pajiști uscate europene, Ape oligotrofe din câmpii nisipoase, cu un conținut foarte redus de minerale (Littorelletalia uniflorae), Păduri pe pante, grohotișuri și ravene de Tilio-Acerion, Ape puternic oligomezotrofe cu vegetație bentonică cu Chara spp., Pajiști cu Molinia pe soluri calcaroase, turboase sau argilos-nămoloase (Molinion caeruleae), Iazuri temporare mediteraneene, Liziere de ierburi înalte hidrofile de câmpie și de nivel montan până la alpin, Mlaștini alcaline, Păduri de Ilex aquifolium, Păduri endemice cu Juniperus spp., Pante stâncoase silicioase cu vegetație casmofită, Pajiști carstice calcaroase sau bazofile, de Alysso-Sedion albi, Păduri termofile cu Fraxinus angustifolia, Roci stâncoase cu vegetație pionieră de Sedo-Scleranthion sau Sedo albi-Veronicion dillenii, Matorral arborescenți cu Juniperus spp., Pășuni mediteraneene udate de apa mării (Juncetalia maritimi), Păduri iberice de Quercus faginea și Quercus canariensis, Salicornia și alte specii anuale care populează regiunile mlăștinoase și nisipoase, Formațiuni montane de Cytisus purgans, Peșteri inaccesibile publicului, Pajiști alpine și subalpine calcaroase, Izvoare petrifiante cu formare de travertin (Cratoneurion), Păduri de pin mediteraneene cu pini mezogeni endemici, Mlaștini calcaroase cu Cladium mariscus și specii de Caricion davallianae, Pseudostepă cu ierburi și specii anuale de Thero-Brachypodietea, Pajiști alpine și boreale, Formațiuni ierboase bogate în specii de Nardus, dezvoltate pe substraturi silicioase în zone montane (și în zone submontane, în Europa continentală), Formațiuni stabile xerotermofile de Buxus sempervirens pe pante stâncoase (Berberidion p.p.), Fânețe de joasă altitudine (Alopecurus pratensis, Sanguisorba officinalis), Lande oro-mediteraneene cu formațiuni endemice de grozamă, Lacuri și iazuri distrofice naturale, Pajiști uscate seminaturale și facies de acoperire cu tufișuri pe substraturi calcaroase (Festuco-Brometalia) (* situri importante pentru orhidee), Păduri de stejar galițio-portugheze cu Quercus robur și Quercus pyrenaica, Pajiști umede mediteraneene cu ierburi înalte de Molinio-Holoschoenion, Pante stâncoase calcaroase cu vegetație casmofită, Grohotișuri termofile și vest-mediteraneene, Mlaștini turboase de tranziție și turbării mișcătoare, Lacuri eutrofice naturale cu vegetație de tip Magnopotamion sau Hydrocharition, Galerii de Salix alba și de Populus alba, Păduri de Quercus ilex și Quercus rotundifolia, Păduri mediteraneene de Taxus baccata, Păduri de pin (sub-) mediteraneene cu pini negri endemici.
La baza desemnării sitului se află mai multe specii protejate:
- plante (3): Apium repens, Atropa baetica, Riella helicophylla
- păsări (30): uliu porumbar (Accipiter gentilis), pescăruș albastru (Alcedo atthis), fâsă-de-câmp (Anthus campestris), acvilă de munte (Aquila chrysaetos), buha (Bubo bubo), caprimulg (Caprimulgus europaeus), mierla de apă (Cinclus cinclus), șerpar (Circaetus gallicus), erete de stuf (Circus aeruginosus), presură de grădină (Emberiza hortulana), șoim călător (Falco peregrinus), șoimul rândunelelor (Falco subbuteo), Galerida theklae, vulturul pleșuv sur (Gyps fulvus), Hieraaetus fasciatus, acvilă pitică (Hieraaetus pennatus), capîntortură (Jynx torquilla), sfrâncioc roșiatic (Lanius collurio), forfecuță gălbuie (Loxia curvirostra), ciocârlie de pădure (Lullula arborea), gaia neagră (Milvus migrans), gaia roșie (Milvus milvus), vultur egiptean (Neophron percnopterus), codroșul de pădure (Phoenicurus phoenicurus), Pyrrhocorax pyrrhocorax, sitar de pădure (Scolopax rusticola), turturică (Streptopelia turtur), silvie de tufiș (Sylvia undata), fluturașul de stâncă (Tichodroma muraria), mierlă gulerată (Turdus torquatus)
- amfibieni (1): Discoglossus galganoi
- mamifere (10): liliac cârn (Barbastella barbastellus), vidră de râu (Lutra lutra), Microtus cabrerae, liliac cu aripi lungi (Miniopterus schreibersii), liliac cu urechi mari (Myotis bechsteinii), liliac cărămiziu (Myotis emarginatus), liliac comun (Myotis myotis), liliacul mediteranean cu potcoavă (Rhinolophus euryale), liliacul mare cu potcoavă (Rhinolophus ferrumequinum), liliacul mic cu potcoavă (Rhinolophus hipposideros)
- nevertebrate (6): Apteromantis aptera, Austropotamobius pallipes, Coenagrion mercuriale, fluturele auriu (Euphydryas aurinia), Graellsia isabellae, rădașcă (Lucanus cervus)
- pești (5): Achondrostoma arcasii, Luciobarbus comizo, Parachondrostoma miegii, Pseudochondrostoma polylepis, Rutilus alburnoides

Pe lângă speciile protejate, pe teritoriul sitului au mai fost identificate 57 de specii de plante, 10 specii de păsări, 4 specii de amfibieni, 21 de specii de mamifere, 6 specii de nevertebrate, 3 specii de pești, 4 specii de reptile.